# Giovanni Battista De Negri
Giovanni Battista De Negri (Alessandria (Piemont, Itàlia), 30 de juliol, 1851 - Nizza Monferrato (província d'Asti), 3 d'abril, 1924), va ser un tenor operístic italià especialment conegut per la seva interpretació dels papers principals a Tannhäuser de Wagner i Otello de Verdi. El 1895, va crear el paper principal a Guglielmo Ratcliff de Mascagni.

## Vida i carrera
De Negri el 1873 va començar a estudiar cant, primer a la seva ciutat natal amb Carlo Guasco i després a Milà amb Luigia Abbadia. Va debutar el 26 de desembre de 1876 al "Teatro Sociale" de Bèrgam amb l'òpera Diana di Chaverny de Sangiorgi i el mes següent hi va aparèixer amb gran èxit en el paper principal de Poliuto de Donizetti.
El 1878 De Negri va ser contractat pel Teatre Nacional Croat de Zagreb on va cantar nombrosos papers principals en òperes de Verdi, Bellini, Donizetti i Meyerbeer, a més d'aparèixer a l'estrena mundial de Lizinka d'Ivan Zajc. Mentre apareixia a Zagreb va conèixer la seva futura esposa, la baronessa Fanny Scotti, pianista. Es van casar tres anys després a Viena i van tenir una filla, Margot, que més tard es va convertir en cantant d'òpera. Fins al 1882, De Negri va cantar principalment a Zagreb, Trieste i Budapest.
Al seu retorn a Itàlia, va ser cada cop més sol·licitat als grans teatres d'òpera, amb papers de tenor principal al Teatre San Carlo a La traviata i Lucrezia Borgia; a La Fenice a Le Prophète, La Gioconda; al "Teatro Regio di Torino" a Il duca d'Alba i La Juive; i a La Scala de Simon Boccanegra. Va tornar al "Teatro Regio" la temporada 1887–88, on va aconseguir un triomf considerable a lOtello de Verdi. S'havia de convertir en un dels seus papers emblemàtics. Aleshores es considerava el principal rival de Tamagno en el paper, i la seva interpretació va ser especialment elogiada per Verdi. Segons Rodolfo Celletti, De Negri potser no tenia el to de trucada que es troba a les notes agudes de Tamagno, però era superior a ell en la seva dicció, fraseig i habilitats d'actuació. Entre 1888 i 1894 va cantar el paper per tota Itàlia i a l'estranger. La va cantar a La Scala la temporada 1891–92 i també va debutar a Tannhäuser durant la mateixa temporada allà. El 1895, va tornar a La Scala per cantar el paper principal de Guglielmo Ratcliff de Mascagni en la seva estrena mundial.
L'any 1896, l'assumpció de múltiples papers de tenor dramàtics i un programa d'actuació frenètic va afectar la veu de De Negri. El 1897 es va sotmetre a una sèrie d'operacions de gola que van tenir poc èxit, i es va retirar dels escenaris l'any següent. Les seves últimes actuacions van ser en els papers principals de Tannhäuser i Samson et Dalila al Teatre Verdi de Trieste, després del qual va ensenyar cant a Torí. Amb l'arribada del fonògraf va sortir breument de la seva jubilació per gravar àries dOtello i Norma per a Zonophone el 1902. La seva gravació Zonophone de "Niun mi tema" d'Otello també es conserva al CD A survey of Zonophone recordings 1901-1903 (Symposium Records, 2004). De Negri va morir a Nizza Monferrato als 72 anys.